# Qiaogang
Qiaogang (kinesiska: 侨港, 侨港镇) är en köping i Kina. Den ligger i den autonoma regionen Guangxi, i den södra delen av landet, omkring 170 kilometer sydost om regionhuvudstaden Nanning. Antalet invånare är 18473. Befolkningen består av 8 954 kvinnor och 9 519 män. Barn under 15 år utgör 21,0 %, vuxna 15-64 år 71 %, och äldre över 65 år 6,0 %.